# Turzany (województwo dolnośląskie)
Turzany (niem. Exau) – wieś w Polsce położona w województwie dolnośląskim, w powiecie wołowskim, w gminie Wińsko.
Według danych z 2011 roku miejscowość zamieszkiwały 122 osoby.

## Podział administracyjny
W latach 1975–1998 miejscowość położona była w województwie wrocławskim.